# Jacob Duwall
Jacob Duwall (Prenzlau, 1589 – Breslavia, 9 maggio 1634) è stato un generale svedese.
Fu padre di Jacob Duwall (1625-1684) e Gustaf Duwall.

## Biografia
Jacob Duwall era il figlio dell'ufficiale giudiziario Albrekt MacDougall, immigrato dalla Scozia in Germania e stabilitosi in Svezia dall'inizio del XVII secolo. Il giovane Jacob intraprese la carriera militare come moschettiere attorno al 1607, ma viene menzionato per la prima volta in documenti scritti nel 1610, quando si trovava ospite al castello di Örbyhus. Nel 1614 divenne capitano e l'anno successivo prese parte alla guerra dell'Ingermanland, sempre nell'esercito svedese, occupandosi di tagliare i rifornimenti al nemico.
Catturato dai russi, si dice sia stato trattato in modo disumano per poi essere rilasciato. Nel 1616 tornò in Svezia e venne incluso nella guarnigione di Korpoje e Jama. Durante la campagna del 1617, le truppe di Duwall vennero utilizzate per difendere le fortezze poste alla foce del fiume Düna. Nel 1621 fu menzionato come capitano nel reggimento del generale Philip von Mansfeld e più tardi in quello stesso anno fu tenente colonnello nel reggimento di Samuel Cockburn. Nel 1624, Duwall fu colonnello nel reggimento careliano di Henrik Fleming. Prima della campagna livoniana del 1625, fu nominato colonnello e comandante di un reggimento nel Norrland. Durante l'avanzata verso la Curlandia, il suo reggimento conquistò Mitau nel 1625, con l'occupazione della città da parte di quattro compagnie del suo reggimento. Nel 1626 guidò le sue unità a scongiurare il temuto attacco del generale polacco Alexander Gosiewski. Tornò in Svezia nel 1627 con parti del suo reggimento, dal momento che il governo lo richiamò temendo disordini interni al paese. L'idea era quella di mettere di stanza le truppe in patria, ma nel 1627 vennero invece inviate a Kalmar, al confine. Nel 1628 coi suoi uomini venne inviato a Stoccolma, dove il reggimento fu riorganizzato, dopo di che furono spediti a Danzica. Dopo un periodo di riposo, i soldati vennero inviati sulla via di casa, ma quando erano sull'Öland, ricevettero un nuovo ordine per portarsi a Stralsund per rafforzare la guarnigione locale.
Nel 1629, Duwall fu assegnato al comando di due reggimenti tedeschi. L'anno successivo risultò impegnato in una serie di viaggi per reclutare quanti più militari possibili per la causa svedese e portò a termine con successo un attacco al forte di Altefähr. In concomitanza con lo sbarco del sovrano di Svezia sul continente europeo nell'estate del 1630, si unì al grosso dell'esercito. All'inizio del 1631 le sue truppe furono messe a disposizione di Gustav Horn ed inviate verso Francoforte sull'Oder. Dopo che la città fu conquistata a giugno, venne nominato comandante della piazzaforte locale. Mentre Gustavo II Adolfo di Svezia si diresse verso il Magdeburgo, Duwall rimase con le sue truppe a Ktistrin. Durante le operazioni intorno a Werben, ebbe il compito di mantenere la linea sul fiume Warthe con 2000 fanti e 400-500 cavalieri. Dopo la battaglia di Breitenfeld, i reggimenti di Duwall vennero trasferiti sotto il comando di Johan Banér presso Kalbe.
Dopo la morte di Gustavo II Adolfo, Duwall rimase in Slesia ove aveva ottenuto il comando generale delle truppe svedesi in loco, ma venne subordinato a Sten Svantesson Bielke, con l'intento di dividere le sue operazioni con Johann Georg von Arnim. Questa decisione, per quanto singolare, era dovuta al fatto che, sebbene a Duwall fossero state riconosciute doti di abile soldato, era stato spesso accusato di ubriachezza e incapacità di mantenere la disciplina dei suoi soldati che si diedero sovente al saccheggio delle città conquistate. Nel 1633 fu sconfitto nella battaglia di Steinau da Albrecht von Wallenstein che colse di sorpresa le truppe svedesi e che lo costrinse a capitolare dal 1º ottobre successivo. Jacob Duwall era così ubriaco al momento della cattura che riusciva a malapena a parlare. Venne tenuto in prigionia dall'esercito di Wallenstein, ma a novembre di quello stesso anno riuscì a scappare. La sconfitta subita rappresentò ad ogni modo un duro colpo per Duwall, il quale tentò invano di persuadere Axel Oxenstierna ad organizzare una pubblica corte marziale contro tutti gli alti ufficiali che avevano preso parte alla battaglia nel tentativo di togliere da sé l'onta della sconfitta. Morì poco dopo e fu sepolto nella chiesa di San Nicola a Stralsund.
Nel 1674, 40 anni dopo la sua morte, venne elevato postumo al rango di baronale.